# Euproctus
Euproctus Gené, 1838 è un genere di anfibi Urodeli appartenenti alla famiglia delle Salamandre.

## Distribuzione e habitat

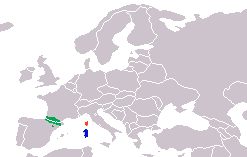
Distribuzione di C. asper (verde), E. montanus (rosso), E. platycephalus (blu).

## Tassonomia
Contiene le seguenti specie:
- Euproctus montanus (Savi, 1838) - tritone della Corsica
- Euproctus platycephalus (Gravenhorst, 1829) - tritone della Sardegna

Il tritone dei Pirenei, in passato attribuito a questo genere (E.asper), è oggi collocato in un genere a sé stante come Calotriton asper.